# 북카자흐스탄주

북카자흐스탄 주의 위치

북카자흐스탄주(카자흐어: Солтүстік Қазақстан облысы, 러시아어: Северо-Казахстанская область 세베로카자흐스탄스카야 오블라스티[*])는 카자흐스탄의 주이다. 주도는 페트로파블이다.

주 문장

## 지리
북카자흐스탄주는 북쪽으로는 러시아에 접해 있다. 그리고 남쪽은 아크몰라 주, 동쪽은 파블로다르 주, 서쪽은 코스타나이 주에 접해 있다. 면적은 123,200 sq km이고, 카자흐스탄에서 4번째로 작은 주이다.
19세기 말부터 카자흐 부족들이 살던 이 지역에 시베리아 철도나 농업 확장의 영향으로 러시아인, 우크라이나인이 많이 들어와 살게 되었고 한때 회색 우크라이나(Сірий Клин)라는 별명으로 불리기까지 했다. 현재도 러시아인의 비율이 다소 높다.

## 행정 구역
16개의 군이 위치해 있다. 주요 도시는 8개, 중소 도시는 11개, 마을은 204개가 위치해 있다.
- 바실리예프카 (북카자흐스탄주)

## 주민
인구는 2022년 기준 539,111명이다. 민족구성은 2021년 기준 러시아인 44.48%, 카자흐인 37.57%으로 조사되며 이외에 우크라이나인(5.54%), 독일인(4.11%), 타타르인(2.24%), 폴란드인(2.09%), 벨라루스인(1.26%) 등도 상당수 거주한다.

## 같이 보기
- 러시아 민족통일주의